# Constantius I. Chlorus
Flavius Valerius Constantius (31. března kolem 250 – 25. července 306), známý jako Constantius I., byzantskými historiky přezdívaný Chlorus („bledý“), v české literatuře také Konstancius Chlorus,  byl císařem na západě římské říše v době existence tetrarchie. V letech 293 až 305 vládl nejprve jako nižší císař v hodnosti caesara a od roku 305 až do své smrti v následujícím roce panoval jako augustus. Během své vlády výrazně přispěl k porážce britských uzurpátorů Carausia a Allecta. Byl otcem Konstantina Velikého a zakladatelem konstantinovské dynastie.

## Život
Constantius se narodil v Ilýrii a pocházel z nízkých poměrů. Tvrzení, že měl být synem Eutropia, aristokrata ze severní Dardánie, a Claudie, neteře císaře Claudia II., je historiky považováno za smyšlenku, jejímž prostřednictvím chtěl později Konstantin Veliký dodat své vládě na legitimitě. Constantius sloužil v armádě a za císaře Cara působil jako správce provincie Dalmácie. Podle Historie Augusty prý Carus uvažoval o tom, že Constantia adoptuje a učiní ho svým nástupcem namísto svého zhýralého syna Carina. Constantius žil se svojí konkubínou Helenou, ženou původem z maloasijské Bithýnie, která mu přivedla na svět syna Konstantina. Není vyloučeno, že Helena byla Constantiovou zákonnou manželkou, nicméně nezdá se to být příliš pravděpodobné. Po roce 288 byl Constantius císařem Maximianem jmenován pretoriánským prefektem. V rámci systému vlády tetrarchie (čtyřvládí) ustavil 1. března 293 císař Diocletianus svým caesarem Galeria, zatímco Maximianus povýšil do téže hodnosti Constantia, jehož současně adoptoval. Constantius poté zapudil Helenu a kvůli upevnění vzájemného svazku mezi císaři se oženil s Maximianovou nevlastní dcerou Theodorou. Z jejich manželství vzešlo celkem šest dětí: synové Julius Constantius, Flavius Dalmatius a Flavius Hannibalianus a dcery Constantia, Anastasia a Eutropia.
Constantiovi byla přidělena správa Galie a Británie. Ve skutečnosti ale kontroloval pouze většinu Galie, neboť severní část země se tehdy spolu s Británii nacházela v moci uzurpátora Carausia, jenž se prohlásil císařem v roce 286. Brzy po své intronizaci dosáhl Constantius v létě 293 nad Carausiem vítězství u města Bononia (Boulogne-sur-Mer), což vedlo ke Carausiovu zavraždění Allectem. Constantius dal následně postavit válečné loďstvo, ovšem dříve než mohl vpadnout do Británie, musel odrazit vpád Franků v oblasti při ústí Rýna. Zajaté barbary potom usídlil jako laeti v Galii. V roce 296 konečně shromáždil dostatečně velkou námořní sílu, s níž mohl zdolat Lamanšský průliv. Constantiovu pretoriánskému prefektovi Asclepiodotovi se podařilo proniknout hustou mlhou, načež se nezpozorován nepřátelskou flotilou vylodil poblíž ostrova Wight. Constantiova část loďstva však nedokázala kvůli nepříznivému počasí překonat průliv a sám Constantius vstoupil na ostrov teprve po Asclepiodotově vítězství nad hlavními silami vzbouřenců. Allectus byl poražen a zabit, čímž byla v Británii obnovena římská vláda.

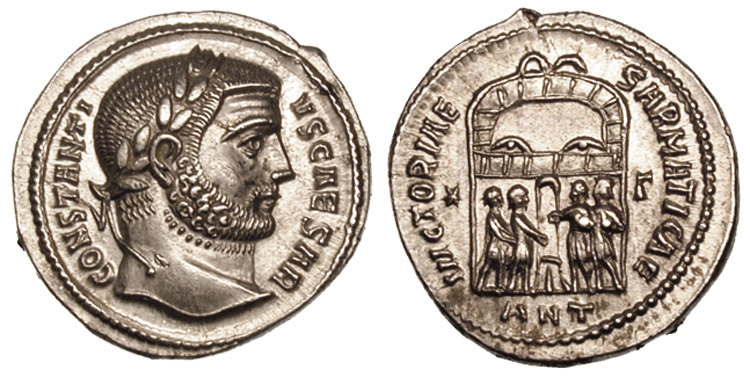
Argenteus Constantia Chlora vyražený v Antiochii, na reversu jsou znázorněni tetrarchové obětující na oslavu vítězství nad Sarmaty

V dalších letech dosáhl Constantius mnoha vítězství nad germánskými kmeny. Nejprve vedl nové tažení proti Frankům, v jehož průběhu postoupil hluboko na jejich území. V roce 298 byl napaden Alamany v bitvě u Langres, přičemž byl zraněn a musel uprchnout do bezpečí hradeb blízkého města Andemantunnum. Po několika hodinách dorazilo na místo početné římské záložní vojsko, které pobilo údajně na 60 000 barbarů. Krátce nato rozdrtil Constantius jiné vojsko Alamanů u Vindonissy v dnešním severním Švýcarsku. Poté nechal rozšířit opevnění podél rýnské hranice od Mohuče až po Bodamské jezero. V letech 300 až 305 dále pokračoval v úspěšných vojenských operacích proti Germánům.
V roce 303 Diocletianem zahájené velké pronásledování křesťanů nedosáhlo v Constantiově doméně tak krutých a krvavých rozměrů jako v ostatních částech impéria. Constantius byl v oblasti náboženství zaměřen patrně henotheisticky, nebo možná dokonce monotheisticky, neboť měl horlivě uctívat slunečního boha (Sol Invictus). Tuto skutečnost ale nelze moc prokázat, ačkoli na ni odkazuje panegyrik z roku 307, v němž byla oslavována Constantiova apoteóza bohem Solem. Mnohokrát je doloženo Constantiovo uctívání Herkula, což souviselo s ideologickou podstatou tetrarchie. Constantius měl rovněž obětovat bohu války Martovi. Legenda, podle níž měl na svůj dvůr povolat křesťany, se ovšem nezakládá na pravdě.
Constantius se po odstoupení Diocletiana a Maximiana 1. května 305 stal augustem na západě. Východ ovládal Galerius, přičemž novými caesary byli jmenováni Severus a Maximinus Daia. Constantius podnikl v témže roce za doprovodu svého syna Konstantina tažení proti Piktům na severu Británie. V červenci 306 však ve městě Eboracum (dnešní York) zemřel a jeho ostatky byly pohřbeny v mauzoleu v Trevíru. Krátce po Constantiově smrti vojsko provolalo Konstantina jeho nástupcem. Římský hraniční kastel Constantia u Bodamského jezera, postavený patrně na začátku 4. století, byl pravděpodobně pojmenován po Constantiu Chlorovi. Později se z něho vyvinulo jádro dnešního města Kostnice.